# Rolando González
Rolando Fabián González (General Güemes, Salta, 4 de marzo de 1967) es un exfutbolista argentino que jugaba como volante.

## Trayectoria

### Gimnasia de Jujuy
González debutó con Gimnasia de Jujuy en 1987. Con el lobo jujeño jugó hasta 1992. Tuvo una segunda etapa en el club desde 1994 hasta 1996.

### Gimnasia y Tiro
Para la temporada 1992/93 pasó a Gimnasia y Tiro. En su primera temporada obtuvo el ascenso a Primera División. En el albo jugó hasta 1994. En la temporada 1996/97 volvió al club. En el 2000 regresó a la institución para tener su tercer ciclo y se retiró del fútbol en 2002.

### Atlético Tucumán
En 1997 se mudó a San Miguel de Tucumán y se sumó a Atlético Tucumán. González vistió la camiseta de decano hasta 1999.

### Racing de Córdoba
En 1999 pasó a Racing de Córdoba, donde disputó una temporada.

## Clubes
| Club              | País      |
| ----------------- | --------- |
| Gimnasia de Jujuy | Argentina |
| Gimnasia y Tiro   | Argentina |
| Atlético Tucumán  | Argentina |
| Racing de Córdoba | Argentina |